# Chile az 1956. évi téli olimpiai játékokon
Chile az olaszországi Cortina d’Ampezzóban megrendezett 1956. évi téli olimpiai játékok egyik részt vevő nemzete volt. Az országot az olimpián 1 sportágban 3 sportoló képviselte, akik érmet nem szereztek.

## Alpesisí
Férfi
| Versenyző         | Versenyszám      | 1. futam       | 1. futam       | 2. futam      | 2. futam      | Összesítés | Összesítés |
| Versenyző         | Versenyszám      | Idő            | Hely.          | Idő           | Hely.         | Idő        | Helyezés   |
| ----------------- | ---------------- | -------------- | -------------- | ------------- | ------------- | ---------- | ---------- |
| Arturo Hammersley | Műlesiklás       | 2:30,7         | 56.            | 2:32,2        | 44.           | 5:02,9     | 51.        |
| Arturo Hammersley | Óriás-műlesiklás |                |                |               |               | 4:20,4     | 79.        |
| Sergio Navarrete  | Műlesiklás       | idő nem ismert | idő nem ismert | nem ért célba | nem ért célba | kiesett    | kiesett    |
| Sergio Navarrete  | Óriás-műlesiklás |                |                |               |               | 4:20,3     | 78.        |
| Vicente Vera      | Lesiklás         |                |                |               |               | 4:25,4     | 41.        |
| Vicente Vera      | Műlesiklás       | 2:07,8         | 47.            | 2:39,9        | 50.           | 4:47,7     | 44.        |
| Vicente Vera      | Óriás-műlesiklás |                |                |               |               | 4:10,6     | 72.        |